# Energetický a Průmyslový Holding
Die Energetický a průmyslový holding a.s. (EPH) ist ein tschechisches Energieversorgungsunternehmen mit Sitz in Prag. Das Unternehmen, in der Rechtsform Akciová společnost (a.s.)., ist neben dem Braunkohle-Abbau und der Verstromung von Braun- und Steinkohle auch in der Distribution von Strom, Fernwärme und Erdgas (Transgas-Pipeline) tätig.
Mit einer installierten Leistung von 11,0 GW elektrisch gehört EPH zu den größeren Energieversorgungsunternehmen in Europa. Dies waren im Jahr 2016 noch 1.650 MW elektrisch und 3.195 MW thermisch.

## Geschichte
Der 2009 registrierten, mit Industriebeteiligungen der tschechischen J&T Group  aus ihr heraus gegründeten Gesellschaft traten spätestens Oktober 2009 die PPF Group N.V. (PPF) mit Sitz in Amsterdam, die damals zu 94,25 % dem tschechischen Bürger Petr Kellner gehörte und 40 % der Anteile halten sollte, und der damals 34-jährige Jurist Daniel Křetínský bei, der bis dahin Partner bei J&T Investment Advisors war und als künftiger Vorstandsvorsitzender 20 % der Anteile halten sollte. Im Zuge von Kartelluntersuchungen der Europäischen Kommission in Tschechien wurden Verstöße gegen Untersuchungsvorschriften festgestellt. Nach eingehender Prüfung der Vorwürfe wurden EPH und J&T Investment Advisors im Jahr 2012 mit einer Geldbuße von 2,5 Millionen Euro belegt.
2012 gab EPH bekannt, dass sie über ihr Tochterunternehmen EP Energy a.s. die Bergbau- und Kraftwerksbetreiberin Mitteldeutsche Braunkohlengesellschaft (MIBRAG) von der ČEZ erworben hat. Im Gegenzug übernahm ČEZ das Unternehmen Energotrans von EPH.
E.ON veräußerte 2013 ihre 24,5-prozentige Beteiligung an Slovenský plynárenský priemysel für 1,3 Milliarden Euro an EPH. 2013 teilte Électricité de France (EDF) mit, dass sie ihre 49-prozentige Beteiligung am zweitgrößten slowakischen Energieversorger Stredoslovenská Energetika für 400 Millionen Euro an EPH verkauft.
Den Verkauf des Kraftwerks Buschhaus und des Helmstedter Braunkohlereviers an die EPH-Tochter MIBRAG verkündete E.ON ebenfalls 2013.
2016 gab Vattenfall bekannt, seine deutsche Braunkohlesparte an ein Konsortium aus der EPH und deren Gesellschafterin PPF zu veräußern. Dazu gehören die Kraftwerke Jänschwalde und Schwarze Pumpe in Brandenburg, Boxberg und Block R der Anlage Lippendorf in Sachsen sowie die dazu gehörenden Braunkohle-Tagebaubetriebe in der Lausitz. EPH übernahm neben den Anlagen und Barmitteln von über 15 Milliarden Schwedischen Kronen (ca. 1,63 Mrd. Euro) alle Verbindlichkeiten und Rückstellungen, dabei auch die Verpflichtung zur Rekultivierung der Tagebaurestlöcher in Höhe von 18 Milliarden Kronen (rund 1,96 Mrd. Euro).

## Gesellschafter
Bis 2014 hielt die PPF Group, die zu 98,92 % im Eigentum von Petr Kellner ist, 44,44 % der Unternehmensanteile. 2014 wurde zwischen der PPF Group und Energetický a Průmyslový Holding vereinbart, dass Energetický a Průmyslový Holding die Anteile von PPF Group erwirbt und anschließend einzieht.
2016 führte eine Reihe von Transaktionen zwischen den Eigentümern der EPH zum Ausstieg von Patrik Tkáč und von EP Investment Advisors (früher J&T Investment Advisors). Nach dem erfolgreichen Abschluss dieser Transaktionen setzen sich die Beteiligungsverhältnisse wie folgt zusammen (über EP Investment S.à.r.l. und EP Investment II S.à.r.l.):
- 94,00 % Daniel Křetínský
- 6,00 % einzelne Führungskräfte der EPH

## Beteiligungen
Bei keiner prozentualen Angabe beträgt die Beteiligung 100 Prozent.
- LEAG über die Tochtergesellschaft LEAG Holding a.s., Prag,
- PG Silesia[21]
- United Energy Trading[22]
- Slovak Gas Holding[23]
  - Stredoslovenská Energetika (49 %)[14]
- EP Logistics International[24]
  - EP Cargo
  - SŽ EP Logistika (49 %)
  - LOCON Logistik & Consulting

Über die hundertprozentige Tochtergesellschaft EP Energy a.s. werden folgende Beteiligungen gehalten:
- Mitteldeutsche Braunkohlengesellschaft (MIBRAG),
- MIBRAG Neue Energie
- Elektrány Opatovice (EOP)
- United Energy (UE)
- Plzeňská Energetika (PE)
- Pražská Teplárenská (73 %)
- EP Energy Trading
- První Energetická a.s. (PEAS)
- United Energy Coal Trading (UECT)
- EP Renewables
- VTE Pchery (64 %)
- Energzet
- První Mostecká (47 %)
- Severočeská Teplárenská
- Powersun
- Triskata
- Arisun
- Alternative Energy (72 %)
- Greeninvest Energy (40 %)
- AISE (80 %)

## Kritik
Laut Greenpeace Deutschland gab es bei der mitteldeutschen Braunkohlesparte MIBRAG 2010 nach der Übernahme durch EPH einen „rätselhaften Einbruch der Rückstellungen“ gegeben. Demnach hätten sich die Rückstellungen nur ein Jahr nach dem Verkauf um 55 % vermindert. Somit hätte EPH schon nach kurzer Zeit den Kaufpreis amortisiert. Die Rückstellungen sollen sicherstellen, dass nach dem Ende des Bergbaus die ökologischen Folgeschäden und damit verbundene Kosten beglichen werden können. Auch 2014 betrugen die Rücklagen trotz leichter Zunahme nur rund die Hälfte der ursprünglichen Höhe vor dem Verkauf.
Der Geschäftsbericht für 2013 wurde erst im Februar 2015 von EPH veröffentlicht. Dieser Verstoß gegen das Handelsgesetzbuch wurde aber vom zuständigen Amtsgericht Halle nicht geahndet. Auch 2013 kam es laut Geschäftsbericht zu einem hohen Kapitalabfluss von der Mibrag an JTSD, eine Tochterfirma der EPG. „Der abgeführte Gewinn entspricht einer im Bergbau ungewöhnlich hohen Umsatzrendite von 19 %.“
2024 veröffentlichte das Konzeptwerk Neue Ökonomie eine Studie von Sina Reisch und Lasse Thiele (FU Berlin), die die Ausgliederung des Braunkohlegeschäfts der EPH-Tochtergesellschaften LEAG und MIBRAG in eigene Körperschaften problematisiert. Nach Ansicht der Autoren liege der Verdacht nahe, dass so eine Strategie der beabsichtigten Insolvenz verfolgt werde, womit deren absehbare Kosten mehrheitlich durch die Allgemeinheit getragen würden.
Darauf folgte eine gemeinsame Stellungnahme von Greenpeace, der Grünen Liga, dem BUND für Umwelt und Naturschutz, dem Konzeptwerk Neue Ökonomie und weiteren Organisationen. Sie forderten mehr Transparenz und einen Kurswechsel im Umgang mit den Braunkohle-Folgekosten in Ostdeutschland.